# تپه نیار چمنی
تپه نیار چمنی مربوط به دوره اشکانیان است و در شهرستان اردبیل، بخش مرکزی، دهستان شرقی، روستای پیره سحران واقع شده و این اثر در تاریخ ۲۷ بهمن ۱۳۸۷ با شمارهٔ ثبت ۲۴۵۱۸ به‌عنوان یکی از آثار ملی ایران به ثبت رسیده است.